# Au-35 (дирижабль)
Au-35 «Полярный гусь» — тепловой экспериментальный субстратосферный дирижабль, построен в 2005 году ЗАО Воздухоплавательный центр «Авгуръ» совместно с ЗАО НПП «Русбал».

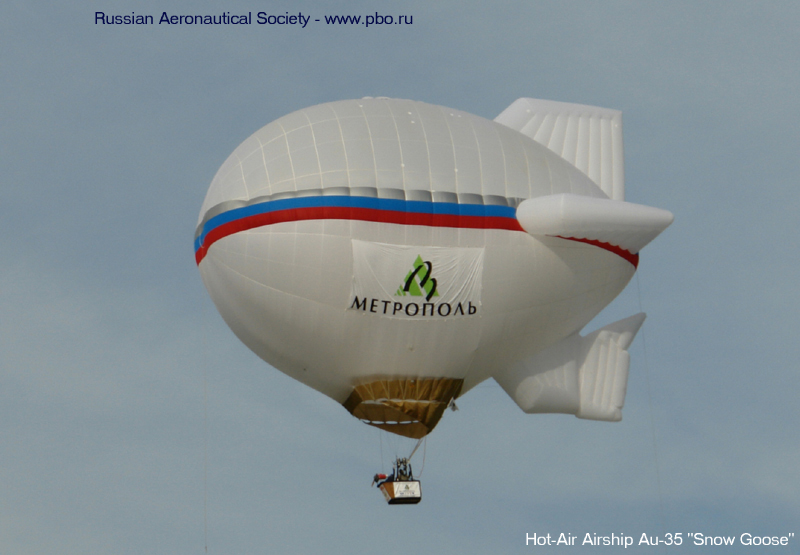
Дирижабль AU-35 «Полярный гусь»

17 августа 2006 года на этом дирижабле российским пилотом Станиславом Фёдоровым установлен мировой рекорд высоты для дирижаблей. Российский дирижабль «Полярный гусь» поднялся на высоту более 8000 метров. Полет выполнялся в рамках программы «Высотный старт» .

## Описание
- Тип: Au-35 (тепловой)
- Название: «Полярный гусь»
- Регистрация: RA-0337G
- Год первого полёта: 2005
- Объём: 2950 м³ (104 178 cu. ft.)
- Длина: 25,00 метров
- Двигатели: 1× Raket-120 aero (15 л.с.)
- Экипаж/пассажиры: 1/3